# Arrondissement du Pays de l'Ems
L’arrondissement du Pays de l'Ems est un arrondissement  (Landkreis en allemand) de Basse-Saxe (Allemagne) frontalier des Pays-Bas. Il s'étend des confins de la Westphalie à la Frise, autour de la vallée moyenne de l'Ems. Son chef-lieu est Meppen.

## Politique

### Élections du préfet (Landrat) du 9 septembre 2001
| Parti | Candidat        | Votes   | %      |
| ----- | --------------- | ------- | ------ |
| CDU   | Hermann Bröring | 101 424 | 72,7 % |
| SPD   | Heinz Dirksen   | 30 385  | 21,8 % |
| FDP   | Thomas Böhm     | 7 680   | 5,5 %  |

### Élections du conseil (Kreistag) du 9 septembre 2001
| Parti | Votes   | %      | Sièges |
| ----- | ------- | ------ | ------ |
| CDU   | 271 764 | 66,5 % | 46     |
| SPD   | 79 548  | 19,5 % | 13     |
| UWG   | 29 937  | 7,3 %  | 4      |
| FDP   | 15 883  | 3,9 %  | 2      |
| Grüne | 11 779  | 2,9 %  | 1      |

## Jumelage
L'arrondissement de Pays de l'Ems est jumelée avec l'arrondissement de Lidzbark Warmiński (Pologne), depuis 2004.

## Communes
L'arrondissement comprend 60 communes, dont 6 villes.
50 des communes sont regroupées en 9 cantons (Samtgemeinden). 
Les 10 autres communes ont leur propre administration communale (Einheitsgemeinden).
(Population au 30 juin 2005)
Einheitsgemeinden
1. Emsbüren (9 807)
2. Geeste (11 289)
3. Haren (Ems), ville (22 746)
4. Haselünne, ville (12 552)
5. Lingen (Ems), grande ville autonome (51 428)
6. Meppen, ville, commune autonome (34 462)
7. Papenbourg, ville, commune autonome (34 797)
8. Rhede (Ems) (4 227)
9. Salzbergen (7 504)
10. Twist (9 641)

Samtgemeinden
1. Samtgemeinde Dörpen (15 570)
2. Samtgemeinde Freren (10 803)
3. Samtgemeinde Herzlake (9 930)
4. Samtgemeinde Lathen (10 936)
5. Samtgemeinde Lengerich (9 050)
6. Samtgemeinde Nordhümmling (12 227)
7. Samtgemeinde Sögel (15 570)
8. Samtgemeinde Spelle (12 652)
9. Samtgemeinde Werlte (15 929 )

Samtgemeinden avec leurs communes membres
* Siège de la Samtgemeinde
| Samtgemeinde Dörpen (15 570) 1. Dersum (1 466) 2. Dörpen * (4 847) 3. Heede (2 212) 4. Kluse (1 486) 5. Lehe (1 004) 6. Neubörger (1 576) 7. Neulehe (733) 8. Walchum (1 361) 9. Wippingen (885) Samtgemeinde Freren (10 803) 1. Andervenne (940) 2. Beesten (1 677) 3. Freren, ville * (5 121) 4. Messingen (1 117) 5. Thuine (1 948) Samtgemeinde Herzlake (9 930) 1. Dohren (1 163) 2. Herzlake * (4 115) 3. Lähden (4 652) | Samtgemeinde Lathen (10 936) 1. Fresenburg (895) 2. Lathen * (5 888) 3. Niederlangen (1 224) 4. Oberlangen (989) 5. Renkenberge (690) 6. Sustrum (1 250) Samtgemeinde Lengerich (9 050) 1. Bawinkel (2 332) 2. Gersten (1 205) 3. Handrup (877) 4. Langen (1 410) 5. Lengerich * (2 658) 6. Wettrup (568) Samtgemeinde Nordhümmling (12 227) 1. Bockhorst (1 005) 2. Breddenberg (824) 3. Esterwegen * (5 180) 4. Hilkenbrook (827) 5. Surwold (4 391) | Samtgemeinde Sögel (15 570) 1. Börger (2 786) 2. Groß Berßen (684) 3. Hüven (568) 4. Klein Berßen (1 155) 5. Sögel * (6 811) 6. Spahnharrenstätte (1 404) 7. Stavern (1 063) 8. Werpeloh (1 099) Samtgemeinde Spelle (12 652) 1. Lünne (1 774) 2. Schapen (2 446) 3. Spelle * (8 432) Samtgemeinde Werlte (15 929) 1. Lahn (909) 2. Lorup (3 110) 3. Rastdorf (992) 4. Vrees (1 635) 5. Werlte * (9 283) |